# Плавання на Чемпіонаті світу з водних видів спорту 2022 — естафета 4x200 метрів вільним стилем (чоловіки)
Змагання з плавання в естафеті 4x200 метрів вільним стилем серед чоловіків на Чемпіонат світу з водних видів спорту 2022 відбулися 23 червня 2022 року.

## Рекорди
Перед початком змагань світовий рекорд і рекорд чемпіонатів світу були такими:
| Світовий рекорд          | США | 6:58.55 | Рим (Італія) | 31 липня 2009 |
| Рекорд чемпіонатів світу | США | 6:58.55 | Рим (Італія) | 31 липня 2009 |

## Results

### Попередні запливи
Попередні запливи розпочалися о 10:13 за місцевим часом.
| Місце | Заплив | Доріжка | Країна          | Плавці | Час     | Примітки |
| ----- | ------ | ------- | --------------- | --- | ------- | -------- |
| 1     | 2      | 5       | США             | Карсон Фостер (1:45.62) Трей Фрімен (1:46.91) Кобі Карроцца (1:46.22) Трентон Джуліан (1:45.64)                             | 7:04.39 | Q        |
| 2     | 2      | 6       | Бразилія        | Фернандо Шеффер (1:46.33) Вінісіус Ассунсан (1:46.81) Муріло Сарторі (1:47.11) Брено Коррея (1:46.73)                       | 7:06.98 | Q, SA    |
| 3     | 1      | 3       | Угорщина        | Річард Мартон (1:46.52) Нандор Немет (1:47.17) Балаж Холло (1:47.03) Кріштоф Мілак (1:46.74)                                | 7:07.46 | Q        |
| 4     | 1      | 2       | Південна Корея  | Хван Сун Ву (1:46.42) Кім У Мін (1:46.65) Lee Yoo-yeon (1:48.04) Lee Ho-joon (1:47.38)                                      | 7:08.49 | Q        |
| 5     | 1      | 6       | Китай           | Хун Цзіньцюань (1:47.54) Чжан Цзиян (1:47.34) Чень Цзюнер (1:48.45) Пань Чжаньле (1:46.20)                                  | 7:09.53 | Q        |
| 6     | 2      | 4       | Велика Британія | Том Дін (1:46.71) Matthew Richards (1:48.21) Джо Літчфілд (1:47.36) Джекоб Віттл (1:47.48)                                  | 7:09.76 | Q        |
| 7     | 2      | 3       | Франція         | Жордан Потен (1:47.99) Адрієн Сальван (1:46.55) Роман Фукс (1:46.97) Ензо Тесік (1:48.44)                                   | 7:09.95 | Q        |
| 8     | 1      | 4       | Австралія       | Брендон Сміт (1:49.14) Зак Інсерті (1:46.44) Семюел Шорт (1:46.97) Мак Гортон (1:47.43)                                     | 7:09.98 | Q        |
| 9     | 1      | 5       | Італія          | Стефано Балло (1:47.63) Маттео Чампі (1:47.27) Габріеле Детті (1:47.89) Стефано Ді Кола (1:47.37)                           | 7:10.16 |          |
| 10    | 2      | 2       | Ізраїль         | Денис Локтєв (1:48.74) Бар Соловейчик (1:48.53) Даніел Намір (1:47.55) Гал Коен Грумі (1:47.88)                             | 7:12.70 |          |
| 11    | 2      | 1       | Канада          | Руслан Ґазієв (1:48.57) Фінлай Нокс (1:48.48) Джеремі Бегшоу (1:49.23) Патрік Гассі (1:52.06)                               | 7:18.34 |          |
| 12    | 2      | 7       | Сінгапур        | Глен Лім Джун Вей (1:50.64) Арда Мохамед Азман (1:49.69) Джонатан Тан (1:51.31) Ке Чженвень (1:48.67)                       | 7:20.31 |          |
| 13    | 1      | 1       | В'єтнам         | Trần Hưng Nguyên (1:51.27) Nguyễn Hữu Kim Sơn (1:52.86) Хоанг Куї Фиок (1:50.79) Nguyễn Huy Hoàng (1:54.82)                 | 7:29.74 |          |
| 14    | 1      | 7       | Таїланд         | Тоннам Кантеемоол (1:52.01) Дуляват Каевсрійонг (1:54.33) Раттахавіт Тхамманатхачоте (1:57.29) Навафат Вонгчароен (1:56.64) | 7:40.27 |          |

### Фінал
Фінал відбувся о 19:37 за місцевим часом.
| Місце | Доріжка | Країна          | Плавці                                                                                                | Час     | Примітки |
| ----- | ------- | --------------- | --- | ------- | -------- |
| 1     | 4       | США             | Дрю Кіблер (1:45.54) Карсон Фостер (1:45.04) Трентон Джуліан (1:45.31) Кіаран Сміт (1:44.35)          | 7:00.24 |          |
| 2     | 8       | Австралія       | Елайджа Віннінґтон (1:45.83) Зак Інсерті (1:45.51) Семюел Шорт (1:46.44) Мак Гортон (1:45.72)         | 7:03.50 |          |
| 3     | 7       | Велика Британія | Джеймс Ґай (1:46.31) Джекоб Віттл (1:46.80) Джо Літчфілд (1:47.36) Том Дін (1:43.53)                  | 7:04.00 |          |
| 4     | 5       | Бразилія        | Фернандо Шеффер (1:45.52) Вінісіус Ассунсан (1:46.44) Муріло Сарторі (1:46.34) Брено Коррея (1:46.39) | 7:04.69 |          |
| 5     | 3       | Угорщина        | Річард Мартон (1:48.12) Нандор Немет (1:45.73) Балаж Холло (1:47.74) Кріштоф Мілак (1:44.68)          | 7:06.27 |          |
| 6     | 6       | Південна Корея  | Хван Сун Ву (1:45.30) Кім У Мін (1:46.57) Lee Yoo-yeon (1:48.28) Lee Ho-joon (1:46.78)                | 7:06.93 |          |
| 7     | 1       | Франція         | Жордан Потен (1:48.41) Леон Маршан (1:47.59) Роман Фукс (1:46.27) Адрієн Сальван (1:46.51)            | 7:08.78 |          |
| 8     | 2       | Китай           | Хун Цзіньцюань (1:47.74) Чжан Цзиян (1:47.95) Чень Цзюнер (1:49.53) Пань Чжаньле (1:45.71)            | 7:10.93 |          |